# USS Alabama (1942)
USS Alabama (BB-60) was het zesde slagschip van de United States Navy. Het was een South Dakota-klasse gevechtsschip, werd te water gelaten in 1940 en in 1942 in gebruik genomen.
Tot eind 1943 was het schip toegevoegd aan de Britse Home Fleet. Het hielp de Britten bij gezamenlijke acties, onder andere bij de beveiliging van het eiland Spitsbergen en was daarna onderdeel van een operatie om het Duitse slagschip Tirpitz uit haar Noorse schuilplaats te lokken. Na 1943 werd de Alabama ingezet bij diverse operaties om door Japan bezette gebieden in de Stille Zuidzee te bevrijden, en bij het escorteren van Amerikaanse vliegdekschepen.
In 1964 voer de Alabama naar de Baai van Mobile aan de kust van de staat Alabama. Het jaar daarop werd het geopend als museumschip. Het schip werd in 1986 op de lijst van National Historic Landmarks gezet.
In 1992 werd het schip gebruikt voor de speelfilm Under Siege. Ook al werd wat filmmateriaal gebruikt van het slagschip Missouri; vrijwel alle actie werd gefilmd aan boord van de Alabama.